# فواره هرون

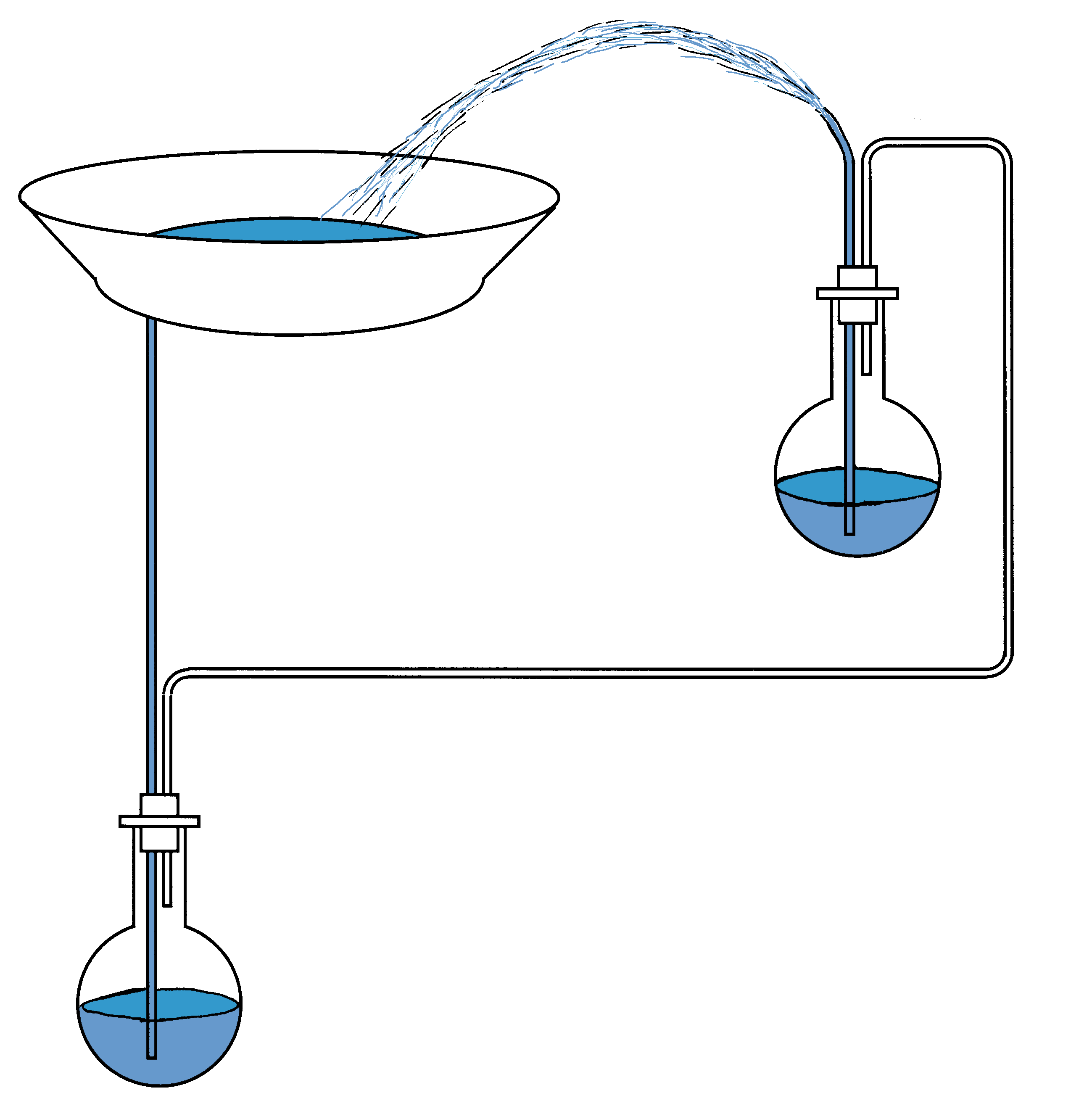

فوارهٔ هرون (به انگلیسی: heron's fountain) ماشینی هیدرولیکی است که توسط هرون، ریاضیدان و فیزیکدان سدهٔ نخست ابداع شد.
هرون فشار گازها و بخار را مطالعه کرد و نخستین موتور بخار را توصیف کرد و اسباب‌بازی‌هایی اختراع کرد که آب از آن‌ها به بیرون می‌جهید که یکی از آن‌ها به نام فوارهٔ هرون شناخته می‌شود. نمونه‌هایی از این دستگاه در کلاس‌های فیزیک برای اثبات قوانین مربوط به هیدرولیک (مکانیک سیالات) و پنوماتیک (دانش خواص گازها) استفاده می‌شود.